# Tommaso (apostolo)
Tommaso, detto Didimo (o Didimo Giuda Tommaso; fl. I secolo d.C.), è stato uno dei dodici apostoli di Gesù.
È noto principalmente per essere il protagonista di un episodio della vita di Gesù, attestato dal solo Vangelo secondo Giovanni (20,24-29), in cui prima dubitò della risurrezione di Gesù e poi lo riconobbe.
Secondo la tradizione cristiana, si spinse a predicare il Vangelo fuori dei confini dell'Impero romano, in Persia e in India, dove fondò la prima comunità cristiana. È venerato come santo dalla chiesa cattolica, ortodossa e copta, le sue reliquie si trovano nella basilica di San Tommaso Apostolo a Ortona.
Il Vangelo di Tommaso contiene un'attestazione che ne dichiara la composizione da parte di Tommaso.

## Agiografia

### Nel Nuovo Testamento

Incredulità di san Tommaso di Caravaggio

Tommaso compare in alcuni brani del Vangelo secondo Giovanni. In Giovanni 11,16, subito dopo la morte di Lazzaro, i discepoli si oppongono alla decisione di Gesù di tornare in Giudea, dove gli Ebrei avevano precedentemente tentato di lapidare Gesù, ma questi è determinato, e Tommaso dice: «Andiamo anche noi a morire con lui!».
Tommaso prende la parola anche durante l'ultima cena (Giovanni 14,5). Gesù assicura i discepoli che sanno cosa sta per fare, ma Tommaso protesta dicendo che non ne sanno niente, al che Gesù risponde a lui e a Filippo esponendo nel dettaglio i suoi rapporti con il Padre.
L'episodio maggiormente noto del Nuovo Testamento che coinvolge Tommaso è quello contenuto in Giovanni 20,24-29 e noto come "l'incredulità di Tommaso". Tommaso, che dubitava della risurrezione di Gesù, incontra il Signore risorto. Rivolgendosi a lui, Gesù dice:

### Nella tradizione

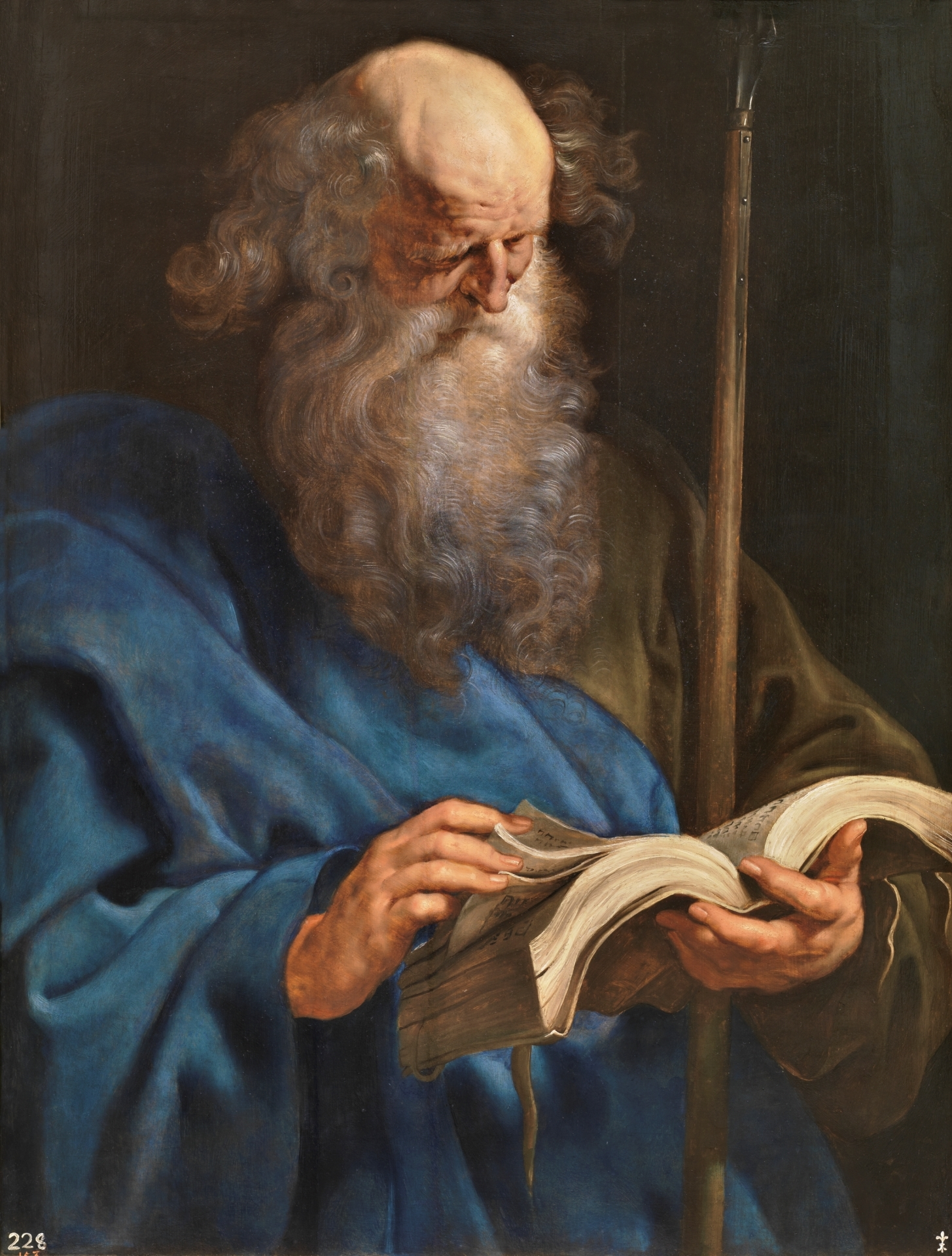
San Tommaso in un dipinto di Peter Paul Rubens.

Secondo un'antica tradizione, Tommaso si recò a evangelizzare la Siria, poi la città di Edessa. Convertì Taddeo di Edessa, poi fondò la comunità cristiana di Babilonia. Visse nella città mesopotamica per sette anni.
Successivamente, come raccontato da Eusebio di Cesarea, lasciò al discepolo Taddeo la guida della comunità cristiana in Mesopotamia e si spinse fino all'India sud-occidentale, che raggiunse nel 52, via mare.
Tommaso iniziò la sua predicazione nella città portuale di Muziris, dove viveva una fiorente colonia ebraica. Dopo aver convertito al cristianesimo gli ebrei, molti indiani furono convertiti alla nuova fede, la maggior parte dei quali apparteneva alle caste superiori; ciò aiutò Tommaso a proseguire la sua opera di evangelizzazione senza incontrare ulteriori ostacoli. Anche i primi sacerdoti provennero in gran parte dalle famiglie altolocate. La tradizione riferisce che le città del Malabar (oggi parte del Kerala) in cui Tommaso fondò una comunità cristiana furono: Maliankara (oggi Malankara Dam), Kottaikkavu, Niranam, Kollam e Gokamangalam (oggi Kothamangalam).
Successivamente si recò in Cina per diffondere il Vangelo. Al ritorno in India cominciò a evangelizzare le popolazioni della costa orientale del subcontinente. Secondo la tradizione, Tommaso morì poi a Mailapur (trascritta comunemente come Mylapore), sulla costa del Coromandel, nell'India sudorientale.
Negli Atti di Tommaso, testo gnostico del III secolo, si racconta che l'apostolo fu ucciso trafitto da una lancia, per ordine del re Misdaeus (Abdagase I). Il martirio avvenne su una collina nei pressi dell'attuale Chennai, capitale del Tamil Nadu, il 3 luglio 72. Il Milione, citando una leggenda popolare, narra un altro svolgersi dei fatti: 
(cap. 172 Di santo Tomaso l'apostolo)
In un altro passaggio del testo Marco racconta anche un altro aneddoto per cui nel 1288 il possedente di quelle terre fece riempire di riso tutte le case dei pellegrini, impedendo quindi il pellegrinaggio al santo. Una notte egli sognò il santo che con una forca lo minacciò di morte se non avesse sgomberato le case, cosa che fece il giorno dopo. Polo riporta anche che dai discendenti degli assassini dell'apostolo sarebbe nata la casta indiana dei paria.

## Testi attribuiti a Tommaso

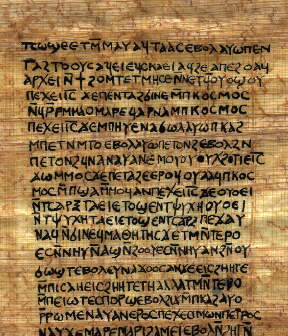
Papiro del Vangelo di Tommaso

Nella letteratura cristiana delle origini, sono quattro le opere che contengono l'indicazione della composizione da parte di Tommaso:
- il Vangelo di Tommaso, una raccolta di detti di Gesù, composta tra il I e il II secolo;
- il Vangelo dell'infanzia di Tommaso, dedicato all'infanzia di Gesù, generalmente datato alla seconda metà del II secolo;
- il Libro di Tommaso il Contendente, che contiene una rivelazione segreta di Gesù risorto all'apostolo, datato alla prima metà del III secolo;
- l'Apocalisse di Tommaso, risalente al IV/V secolo.

Tutti e quattro questi testi sono esclusi dal canone del Nuovo Testamento, e la loro attribuzione a Tommaso è considerata pseudoepigrafa (falsa).
Un'altra opera che riguarda Tommaso sono gli Atti di Tommaso, risalenti alla prima metà del III secolo.

## Culto
Sia nella Chiesa ortodossa siriaca del Malankara sia nella Chiesa cattolica, san Tommaso è festeggiato il 3 luglio: a Madras si trova la cattedrale di San Tommaso. Nell'arcidiocesi di Madras si trova la Diocesi di São Tomé di Meliapore. Nel calendario della Messa tridentina è sempre stato ricordato il 21 dicembre, collocato simbolicamente prima della nascita di Cristo, ad indicare che fu tra coloro che tardarono a credere in lui (con riferimento all'episodio dell'incredulità dopo la resurrezione).

### Reliquie

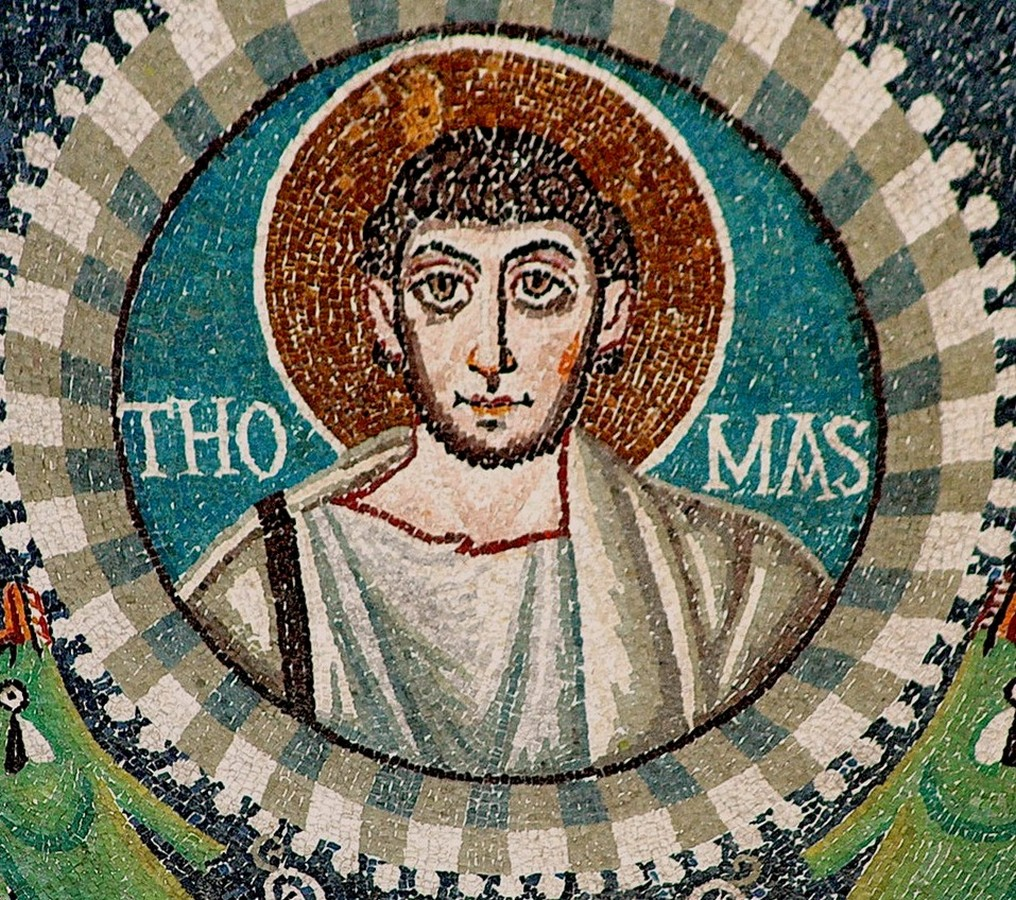
Tommaso Apostolo, dettaglio del mosaico nella basilica di San Vitale, Ravenna, 6º secolo

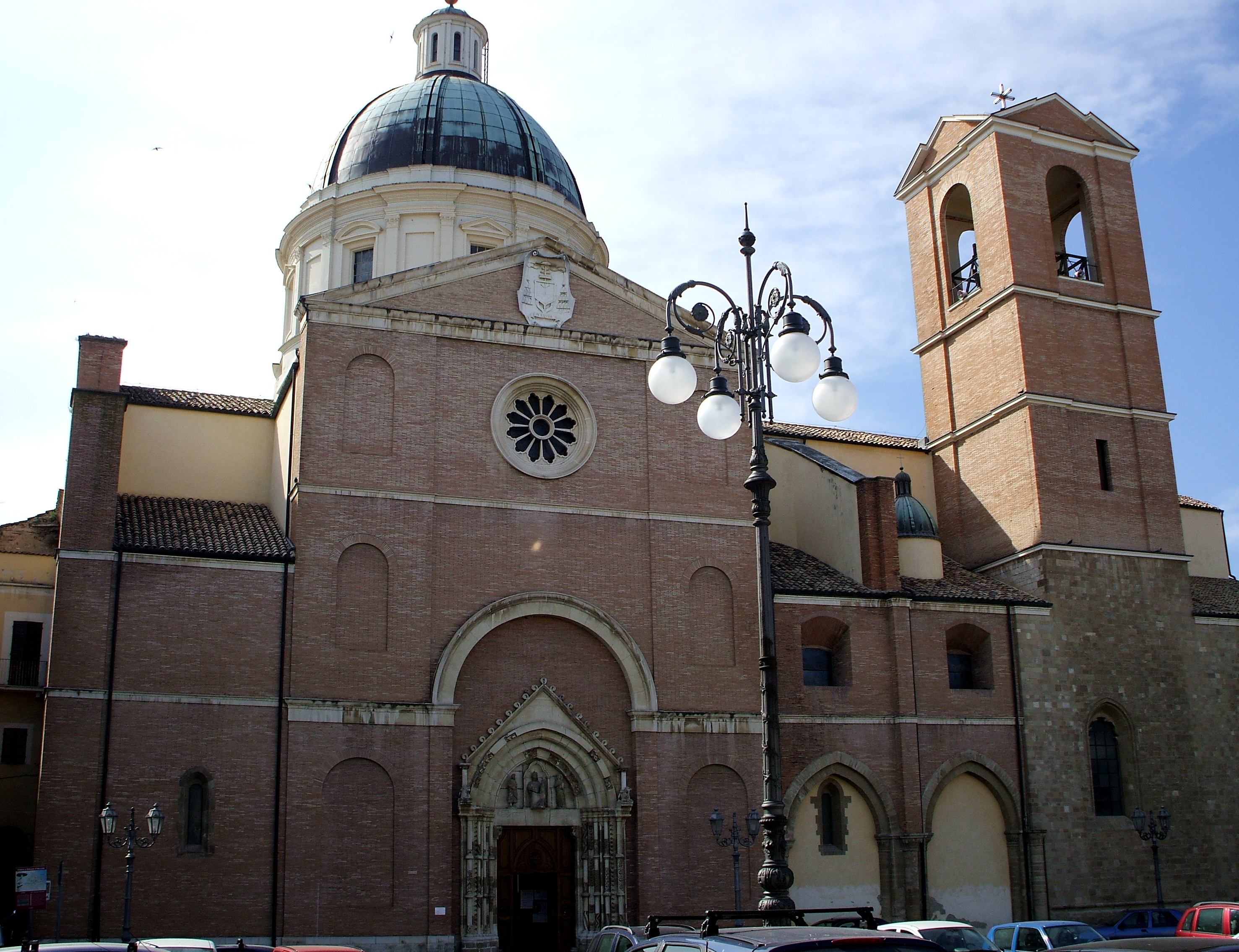
La basilica di San Tommaso Apostolo ad Ortona, ove sono conservate le reliquie del santo.

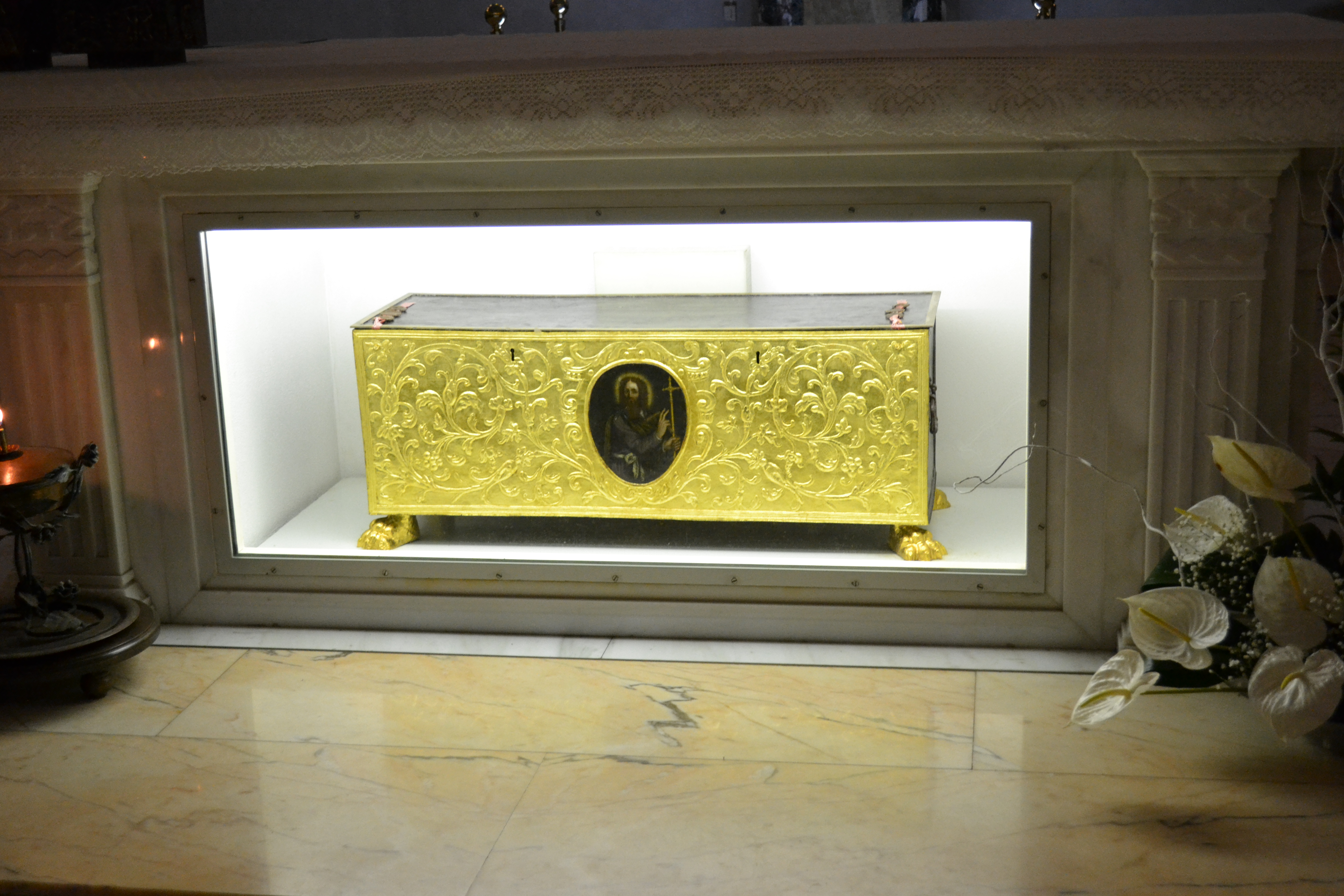
Tomba di San Tommaso Apostolo presso la basilica omonima a Ortona.

San Tommaso fu sepolto a Mylapore, nell'India sud-orientale. Nel III secolo avvenne nel sud dell'India una persecuzione anti-cristiana. I fedeli salvarono le ossa di Tommaso trasportandole a Edessa (odierna Şanlıurfa, nella Turchia sud-orientale), il centro irradiatore del cristianesimo siriaco in Oriente, cui era legata la predicazione di San Tommaso.
Successivamente furono traslate sull'Isola di Chio, nell'Egeo.
Nel 1258 il navigatore ortonese Leone Acciaiuoli, reduce da una spedizione navale in appoggio ai Veneziani in lotta contro i Genovesi, portò le ossa del santo in Abruzzo. Le ossa si trovano ancora oggi nella basilica di San Tommaso, a Ortona.
Nel 1523 i portoghesi operarono un primo scavo nelle fondamenta della basilica denominata «casa di San Tommaso» (meta di pellegrinaggio dei cristiani dell'India) dove, secondo la tradizione, si trovava la tomba dell'apostolo. Venne ritrovata una sepoltura a parecchi metri più in basso rispetto al livello attuale dell'edificio, senza che fosse possibile però stabilire una datazione certa. Pochi metri più in là fu ritrovata parte di una pavimentazione: in base al tipo di ceramica usato fu possibile datare il livello al I secolo d.C.

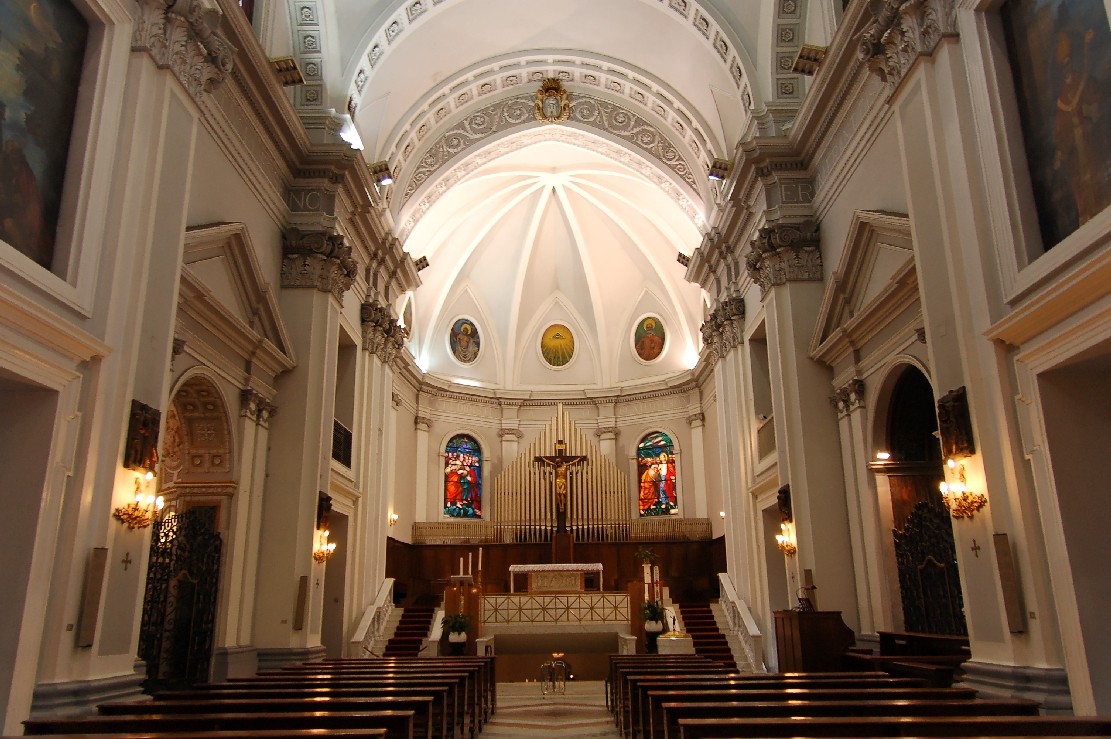
Interno della basilica di San Tommaso in Ortona

Nel XVI secolo il missionario gesuita Francesco Saverio fece tappa nella città di san Tommaso, come attesta la sua biografia pubblicata da padre Giuseppe Massei nel 1851. In città esisteva una chiesa omonima dov'era custodito il «corpo dell'Apostolo», meta di pellegrinaggio sia per gli abitanti del luogo che per i coloni portoghesi.. Tale informazione è attestata anche da Giuseppe Antonio Patrignani nel 1716.

### Il Cammino di San Tommaso
Si tratta di un antico pellegrinaggio iniziato nel XIII secolo e riscoperto nel XX. Infatti, dopo la traslazione delle reliquie di San Tommaso ad Ortona, vari pellegrinaggi furono organizzati dalla Città Santa di Roma fino al borgo marinaro della costa teatina. Il pellegrinaggio moderno prevede anche viaggi a Santiago di Compostela e Gerusalemme, nonché al santuario di Santa Brigida, avendo la donna visitato in vita per ben due volte la tomba di Tommaso Apostolo ad Ortona.
Il pellegrinaggio moderno si articola nelle seguenti tappe: Roma-Albano Laziale-Lariano-Genazzano-Subiaco-Cappadocia-Tagliacozzo-Massa d'Albe-Rocca di Mezzo-Fontecchio-Capestrano-Torre de' Passeri-Pretoro-Orsogna-Crecchio-Ortona.

### Patronati

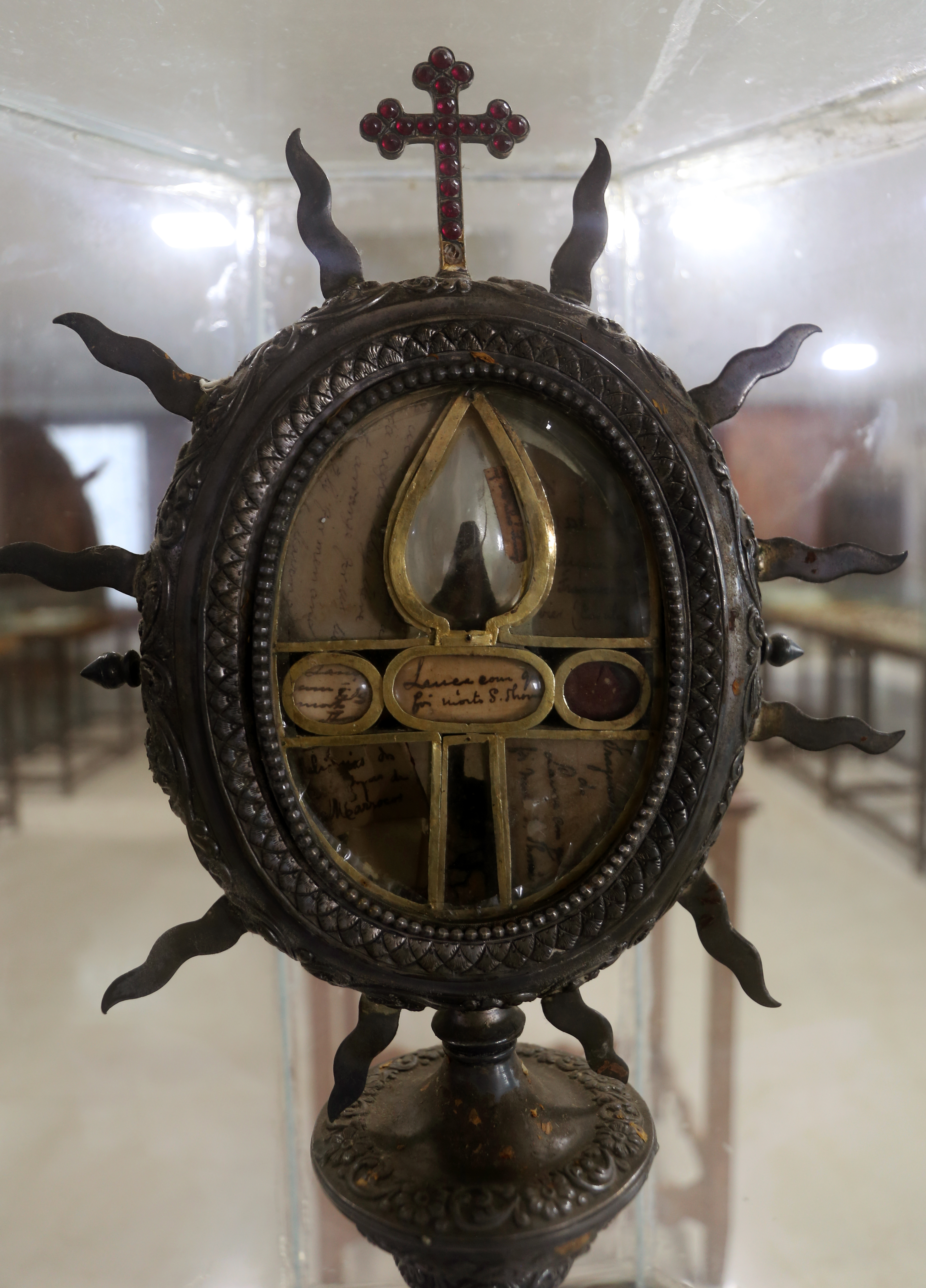
Reliquiario della lancia che uccise san Tommaso, a Chennai, India

#### Italia
- Emilia-Romagna: Parma (compatrono)
- Emilia-Romagna: Saltino (MO)
- Toscana: Castelfranco di Sopra (AR), Certaldo (FI)
- Abruzzo: Ortona (CH) e Barrea (AQ)
- Puglia: Giovinazzo (BA)
- Friuli-Venezia Giulia: Carlino (UD), Moruzzo (UD), Vergnacco di Reana (UD)
- Veneto: Albignasego (PD), Corte di Piove di Sacco (PD), Faè di Oderzo (TV), San Tomaso Agordino (BL) Levego-Sagrogna (BL)
- Liguria: Boasi (GE)
- Trentino: Daiano (TN)

#### Croazia
- Regione istriana: Pola

### Riferimenti
1. ↑  Gv 11,16; 20,24; 21,2.
2. ↑  Secondo il Vangelo di Tommaso.
3. ↑   Gv 20,24-29, su La Parola - La Sacra Bibbia in italiano in Internet.
4. ↑   Gv 11,16, su La Parola - La Sacra Bibbia in italiano in Internet.
5. ↑   Gv 14,5, su La Parola - La Sacra Bibbia in italiano in Internet.
6. ↑   Gv 20,24-29, su La Parola - La Sacra Bibbia in italiano in Internet.
7. ↑  Orsola Amore, De palatio in passione Thomae, Monduzzi Editore, 2011.
8. ↑  Storia ecclesiastica, in cui Eusebio cita notizie tratte da Origene.
9. ↑   Cina, Chiesa fondata da Tommaso?, su avvenire.it. URL consultato il 23 maggio 2017.
10. ↑   Studiosi francesi, l'apostolo San Tommaso evangelizzò la Cina, su www1.adnkronos.com. URL consultato il 23 maggio 2017.
11. ↑   Martirio dell'apostolo Tommaso, su intratext.com.
12. ↑   Giovanni Ricciardi, Le tracce degli apostoli in India, su 30giorni.it, Trenta giorni, gennaio 2003. URL consultato il 21/05/2010 (archiviato dall'url originale il 7 giugno 2006).
13. ↑   padre Giuseppe Massei, Vita di s. Francesco Saverio apostolo delle Indie e protettore della pia opera della propagazione della fede, I, Monza, tipografia dei Paolini, 12 agosto 1851,  p. 64, OCLC 797750295. URL consultato il 20 maggio 2019 (archiviato il 20 maggio 2019)., reimprimatur del Dr. Lichtental
14. ↑   Giuseppe Antonio Patrignani, Lettere di S. Francesco Saverio, apostolo dell'Indie, dal padre Orazio Torsellino già in latino, e ora in volgare pubblicate dal padre Giuseppe Antonio Patrignani della medesima compagnia, Venezia (presso Nicolò Pezzana), 1716,  p. 64. URL consultato il 20 maggio 2019 (archiviato il 20 maggio 2019)., per il marchese Francesco Riccardi, con licenza e privilegio dei superiori